# David Neeleman
David Neeleman (São Paulo, 16 de octubre de 1959) es un empresario brasileño-estadounidense-chipriota, fundador de las empresas aéreas de bajo costo estadounidense JetBlue Airways Corporation, Breeze Airways y de la brasileña Azul Linhas Aéreas Brasileiras S.A.

## Biografía
Neeleman realizó sus estudios en Brighton High School situada en Cottonwood Heights, Utah, y estudió en la Universidad de Utah por tres años antes de desertar. Trabajó como misionero de La Iglesia de Jesucristo de los Santos de los Últimos Días en Río de Janeiro, Brasil.
Neeleman fundó JetBlue Airways en febrero de 1999 bajo el nombre de "NewAir". Fue despedido como presidente ejecutivo de JetBlue en 2007 y fundó e inició operaciones de la aerolínea brasileña Azul en 2008.